# Saint-Martin-du-Puy
|  | Per a altres significats, vegeu «Saint-Martin-du-Puy (Gironda)». |

Saint-Martin-du-Puy és un municipi francès al departament del Nièvre (regió de Borgonya - Franc Comtat). L'any 2007 tenia 332 habitants.

## Demografia

### Població
El 2007 la població de fet de Saint-Martin-du-Puy era de 332 persones. Hi havia 165 famílies, de les quals 64 eren unipersonals (32 homes vivint sols i 32 dones vivint soles), 55 parelles sense fills, 28 parelles amb fills i 18 famílies monoparentals amb fills.
La població ha evolucionat segons el següent gràfic:

### Habitatges
El 2007 hi havia 327 habitatges, 175 eren l'habitatge principal de la família, 136 eren segones residències i 17 estaven desocupats. 315 eren cases i 10 eren apartaments. Dels 175 habitatges principals, 153 estaven ocupats pels seus propietaris, 19 estaven llogats i ocupats pels llogaters i 2 estaven cedits a títol gratuït; 4 tenien una cambra, 10 en tenien dues, 31 en tenien tres, 52 en tenien quatre i 77 en tenien cinc o més. 119 habitatges disposaven pel capbaix d'una plaça de pàrquing. A 102 habitatges hi havia un automòbil i a 55 n'hi havia dos o més.

### Piràmide de població
La piràmide de població per edats i sexe el 2009 era:
| Homes | Edats   | Dones |
| ----- | ------- | ----- |
| 0     | 95 o +  | 4     |
| 4     | 90 a 94 | 4     |
| 0     | 85 a 89 | 4     |
| 8     | 80 a 84 | 8     |
| 20    | 75 a 79 | 8     |
| 12    | 70 a 74 | 24    |
| 16    | 65 a 69 | 4     |
| 20    | 60 a 64 | 16    |
| 8     | 55 a 59 | 8     |
| 4     | 50 a 54 | 8     |
| 8     | 45 a 49 | 0     |
| 12    | 40 a 44 | 4     |
| 12    | 35 a 39 | 8     |
| 0     | 30 a 34 | 8     |
| 0     | 25 a 29 | 4     |
| 0     | 20 a 24 | 4     |
| 4     | 15 a 19 | 4     |
| 0     | 10 a 14 | 12    |
| 4     | 5 a 9   | 8     |
| 4     | 0 a 4   | 0     |

## Economia
El 2007 la població en edat de treballar era de 196 persones, 131 eren actives i 65 eren inactives. De les 131 persones actives 119 estaven ocupades (71 homes i 48 dones) i 11 estaven aturades (3 homes i 8 dones). De les 65 persones inactives 44 estaven jubilades, 8 estaven estudiant i 13 estaven classificades com a «altres inactius».

### Ingressos
El 2009 a Saint-Martin-du-Puy hi havia 134 unitats fiscals que integraven 262 persones, la mediana anual d'ingressos fiscals per persona era de 16.322 €.

### Activitats econòmiques
Dels 16 establiments que hi havia el 2007, 1 era d'una empresa extractiva, 1 d'una empresa alimentària, 2 d'empreses de fabricació d'altres productes industrials, 3 d'empreses de construcció, 2 d'empreses de comerç i reparació d'automòbils, 1 d'una empresa de transport, 3 d'empreses d'hostatgeria i restauració, 1 d'una empresa immobiliària i 2 d'empreses de serveis.
Dels 3 establiments de servei als particulars que hi havia el 2009, 1 era una oficina de correu, 1 paleta i 1 restaurant.
L'únic establiment comercial que hi havia el 2009 era una fleca.
L'any 2000 a Saint-Martin-du-Puy hi havia 20 explotacions agrícoles que ocupaven un total de 1.200 hectàrees.

## Poblacions més properes
El següent diagrama mostra les poblacions més properes.